# سونگ سونگ هوان
سونگ سونگ هوان (کره‌ای: 송승환؛ زادهٔ ۱۰ ژانویه ۱۹۵۷) بازیگر اهل کره جنوبی است. او بیشتر به خاطر ایفای نقش در بچه‌های من به من سردرد می‌دهند, پسران راکتی, همه چیز دربارهٔ مادرم, یک شب بهاری و سه خواهر و برادر جسور شناخته می‌شود.

## فیلم‌شناسی

### مجموعه تلویزیونی
- ایرلند (۲۰۰۴)[۴]
- قوی باش گوم سون (۲۰۰۵)[۵]
- روزگار شاهزاده (۲۰۰۶)[۶]
- خواهر دوست‌داشتنی من (۲۰۰۶)[۷]
- به صدای قلبم گوش کن (۲۰۱۱)[۸]
- بچه‌های من به من سردرد می‌دهند (۲۰۱۲)[۹]
- همه چیز دربارهٔ مادرم (۲۰۱۵)[۱۰]
- یک شب بهاری (۲۰۱۹)[۱۱]
- پسران راکتی (۲۰۲۱)[۱۲]
- سه خواهر و برادر جسور (۲۰۲۲)[۱۳]